# Daund
Daund (o Dhond) è una città dell'India di 41.907 abitanti, situata nel distretto di Pune, nello stato federato del Maharashtra. In base al numero di abitanti la città rientra nella classe III (da 20.000 a 49.999 persone).

## Geografia fisica
La città è situata a 18° 28' 0 N e 74° 35' 60 E e ha un'altitudine di 513 m s.l.m..

## Società

### Evoluzione demografica
Al censimento del 2001 la popolazione di Daund assommava a 41.907 persone, delle quali 21.469 maschi e 20.438 femmine. I bambini di età inferiore o uguale ai sei anni assommavano a 5.539, dei quali 2.960 maschi e 2.579 femmine. Infine, coloro che erano in grado di saper almeno leggere e scrivere erano 31.063, dei quali 16.999 maschi e 14.064 femmine.